# Monastero di Santa Clara-a-Velha

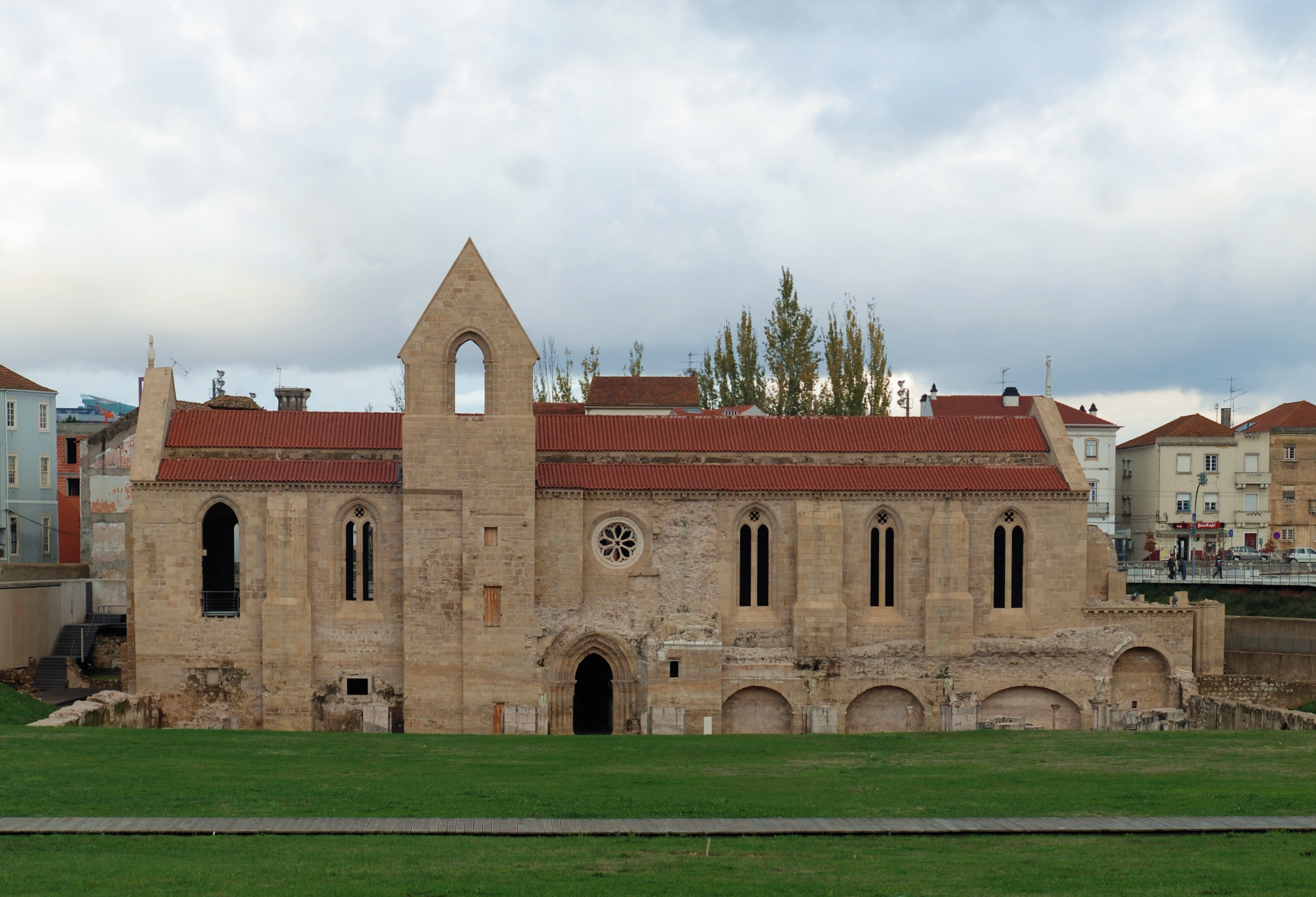
Veduta della chiesa

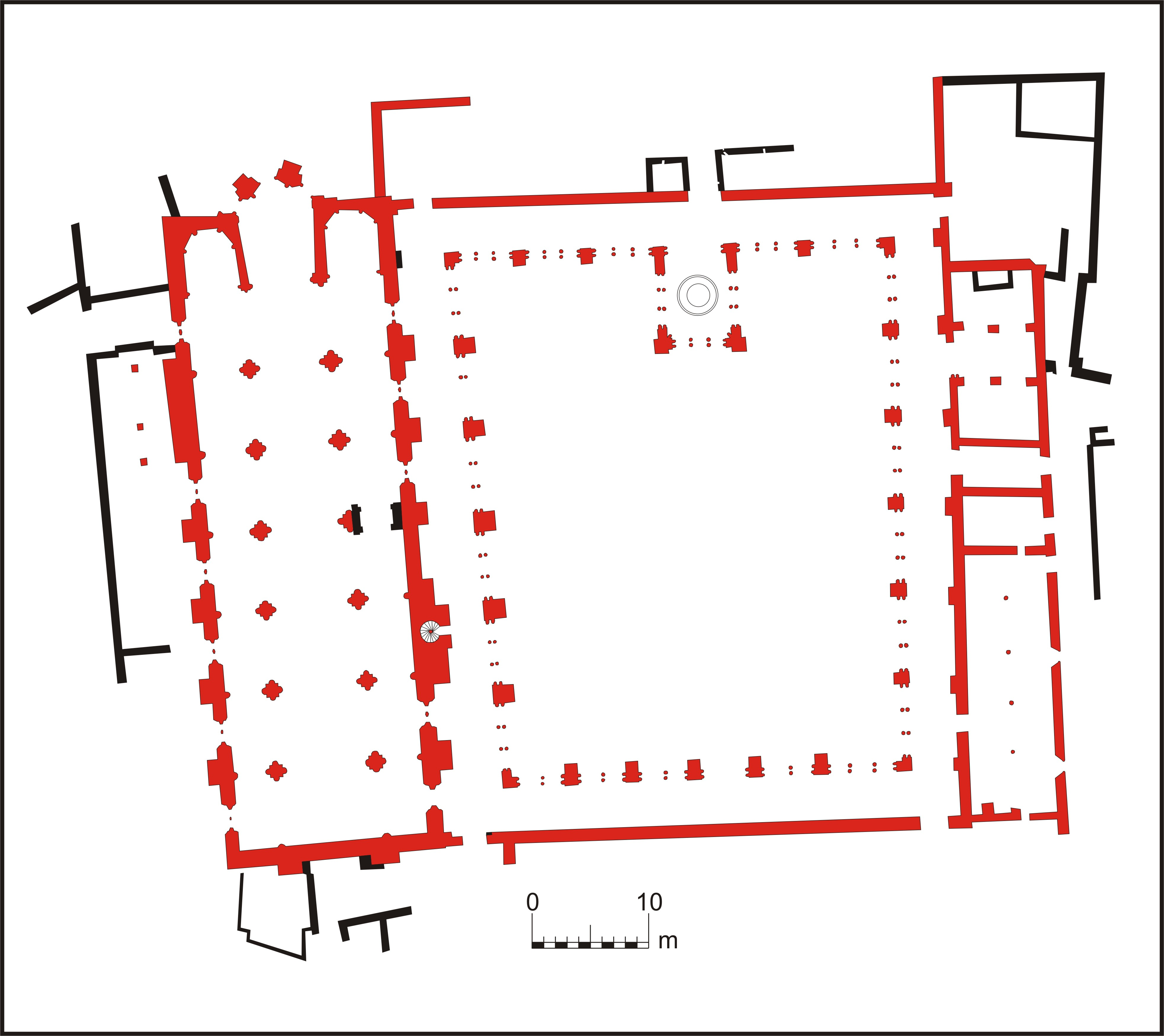
Piano

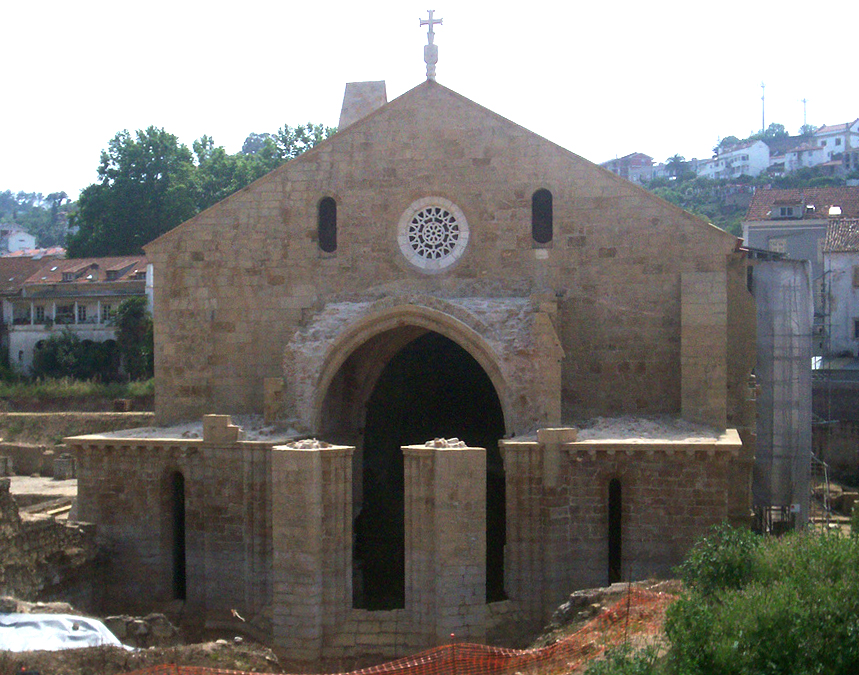
L'abside orientale in rovina della chiesa del monastero di Santa Clara-a-Velha. La cappella principale al centro della facciata ha perso il tetto in pietra

Le rovine del monastero di Santa Clara-a-Velha (in portoghese: Mosteiro de Santa Clara-a-Velha) si trovano nella città di Coimbra, in Portogallo. Il monastero fu costruito nel XIV secolo sulla riva sinistra del fiume Mondego, ma venne abbandonato nel XVII secolo a causa delle frequenti alluvioni. Le rovine gotiche ben conservate del monastero furono rinvenute alla fine del XX secolo, più di 300 anni dopo essere state abbandonate dalle suore.
La chiesa in rovina è stata recentemente riaperta al pubblico dopo 12 anni di restauri con un nuovo centro visitatori.

## Storia

### Medioevo
Il monastero di Santa Clara di Coimbra fu costruito negli anni 1280 da Mor Dias come casa dell'Ordine delle Clarisse. Questo antico monastero venne abbandonato nel 1311, salvo poi nel 1314 riessere usato dalla regina Elisabetta, moglie del re Dionigi del Portogallo. Elisabetta era ammirata per la sua natura pia e caritatevole, e la sua devozione la portò alla canonizzazione nel 1626. Il palazzo della Regina, di cui rimangono solo i ruderi, si trovava vicino al monastero.
I lavori promossi dalla Regina iniziarono nel 1316 nello stesso punto della precedente fondazione e diedero origine all'ensemble che esiste oggi. Il primo architetto associato al monastero fu Domingos Domingues, che aveva lavorato ai chiostri del monastero di Alcobaça. La sua opera fu continuata dopo il 1326 da Estêvão Domingues, che aveva lavorato ai chiostri della cattedrale di Lisbona. La chiesa fu consacrata nel 1330 ed è stata influenzata dall'edificio di Alcobaça nella sua pianta e in molti altri dettagli architettonici. Elisabetta morì nel 1336 e fu sepolta nel monastero in un'imponente tomba gotica. Un grande chiostro fu costruito sul lato sud della chiesa nel XIV secolo.
Già nel 1331 il monastero e la chiesa erano stati allagati dal vicino fiume Mondego. A causa della sua posizione, il monastero venne più volte invaso dalle acque del fiume nei secoli successivi, e le monache del monastero innalzarono il livello del pavimento degli edifici monastici per ridurre i danni causati dalle inondazioni. Nonostante i problemi, il monastero è stato spesso arricchito da donazioni. All'inizio del XVI secolo, sotto il re Manuele I, la chiesa fu decorata con piastrelle sivigliane e diverse pale d'altare dipinte.

### Abbandono e rinascita
Intorno al 1612, quando il fiume inondava il monastero ogni anno, le monache costruirono un pavimento sopraelevato nella chiesa a metà strada fino al tetto. Infine, nel 1647, poiché le frequenti alluvioni rendevano impossibile la vita nel monastero, il re Giovanni IV ordinò alle monache di abbandonare la struttura. Le ultime monache lasciarono il complesso nel 1677, poiché un nuovo monastero, chiamato monastero di Santa Clara-a-Nova (Nuova Santa Chiara) fu costruito su una collina vicina. Le tombe gotiche della regina Isabella e di altre principesse reali furono trasferite nel nuovo edificio.
Con il passare dei secoli l'antico monastero cadde in rovina e venne parzialmente ricoperto dalle paludi del fiume Mondego. La sua importanza storica e architettonica lo ha portato a essere dichiarato monumento nazionale nel 1910, e alcuni lavori di conservazione sono stati eseguiti nella prima metà del XX secolo. Dopo il 1995, una vasta campagna archeologica guidata dall'Instituto Português do Património Arquitectónico ha ripulito il fango e l'acqua dalle rovine, a quel momento in un notevole stato di conservazione. Gli scavi hanno consentito il recupero di un gran numero di frammenti architettonici e decorativi e una migliore comprensione della pianta del monastero. Nel 2006 la costruzione di un centro di interpretazione e nuove visite guidate è stato stimato in 27 milioni di euro e il progetto è stato completato nell'aprile 2009.